# Galaxy Game
Galaxy Game — первая в мире аркадная игра (то есть видеоигра на автомате, работающем с монетами) и первая игра на коммерческом компьютере. Автомат с момента создания и до конца 2010 года находился в Стэнфордском университете — США, штат Калифорния, рядом с городом Пало-Альто.
Прототипом Galaxy Game стала игра Spacewar!, написанная в 1961 году программистами Массачусетского политехнического института для компьютера PDP-1. Игра использовала осциллограф в качестве дисплея и 8 килобайт оперативной памяти. Геймплей обеих игр достаточно примитивен — два игрока, управляя каждый своим космическим кораблём, перестреливаются на фоне звёздного неба, стараясь избежать как выстрелов оппонента, так и находящейся на экране звезды, которая притягивает к себе корабли и разрушает их при соприкосновении. Но если Spacewar! была доступна только сотрудникам института и редким посетителям, то Galaxy Game стала первой игрой, доступной каждому желающему.
Предпосылкой к появлению первой коммерческой игры стало появление компьютера PDP-11 стоимостью 14 000$, что было на порядок дешевле ранних компьютеров, недоступных простым пользователям. Создателями Galaxy Game являются Билл Питтс, который к 1971 году уже окончил Стэнфордский университет, и его друг по школьным временам — Хью Так. Изучавший программирование Билл занимался самой игрой, в то время как инженер-механик Хью отвечал за техническую часть автомата. Работа продолжалась три с половиной месяца, до сентября 1971 года. Таким образом, Galaxy Game на два месяца опередила Computer Space — первую коммерчески успешную и массово выпущенную игру такого типа. В последний момент друзья решили сменить название игры на Galaxy Game, решив, что Spacewar! (дословно — Космическая война!) будет не самым подходящим названием в разгар Вьетнамской войны.
Автомат обошёлся своим создателям недёшево, почти в 20 000$: 14 000$ стоил компьютер PDP-11/20 с 8 КБ памяти, 3 000$ Hewlett Packard 1300A монитор и ещё почти столько же — монетоприёмный аппарат, корпус из ореха и остальное. Коммерчески успешным автомат не был, одна игра на нём стоила 10 центов (25 центов за три игры), что при столь высокой себестоимости не позволило окупить вложенные затраты.
Первая версия игры, рассчитанная на двоих игроков, простояла в университете всего год, в 1972 году Билл и Хью сделали вторую версию Galaxy Game с несколько иным корпусом, более качественным дисплеем и возможностью подключать к одному компьютеру PDP-11 несколько (до 4) консолей. Таким образом, в Galaxy Game могли играть до восьми игроков на 4 дисплеях. Успех игры среди студентов университета был очень большим, у автомата постоянно стояла группа из 10-12 человек, а по выходным ещё больше. Популярность росла, и 7 декабря 1972 Стюарт Бренд написал для журнала Rolling Stone посвящённую Galaxy Game статью.
Вторая модель проработала с 1972 по 1979 год, после чего компьютер стал постоянно ломаться и автомат пришлось выключить и демонтировать. Спустя 18 лет — в 1997 году, по инициативе Билла Питтса Galaxy Game была отреставрирована и установлена на пятом этаже Стэнфордской кафедры информатики. Автомат стал снова доступен для студентов. Однако затраты на обслуживание машины были достаточно высоки и спустя два года автомат был подарен музею компьютерной истории в Маунтин-Вью, Калифорния.
С августа 2010 года музей сдал Galaxy Game в аренду компании Google, и теперь автомат находится в Googleplex — штаб-квартире компании в том же городе Маунтин-Вью на территории «Кремниевой долины».